# Esisto
Esisto è un album della cantante pop italiana Viola Valentino, pubblicato nel 1993 dall'etichetta discografica Dischi Ricordi.
Alla scrittura dei brani hanno partecipato noti autori italiani come Gianni Bella, Mogol, Marco Ferradini, Grazia Di Michele, Mario Lavezzi e Cheope.
La prima traccia Me marito se n'è ito è una cover in lingua italiana di El meneaito, con il significato del testo modificato.
Il brano La battaglia è stato interpretato originariamente da Marcella Bella e inserito nel suo album Nell'aria (1983).

## Tracce
1. Me marito se n'è ito – 3:56 (testo: A.Bertoni, P.Grazioli – musica: Deja) – Cover di El meneaito
2. La battaglia – 4:53 (testo: Mogol – musica: Gianni Bella)
3. Onda tra le onde – 3:45 (testo: Oscar Avogadro – musica: Mario Lavezzi)
4. Il cielo – 5:18 (E.Cosentino, L.Trentacarlini)
5. Gianni Bella io ti amo (Con Gianni Bella) – 4:17 (testo: Marco Ferradini – musica: Gianni Bella)
6. Acqua – 3:56 (Grazia Di Michele)
7. Misteriosa luce – 4:15 (testo: Stefano Pieroni – musica: Gianni Bella)
8. Voglia d'amore – 4:26 (testo: Cheope – musica: Gianni Bella)